# دهستان عبدلیه غربی
دهستان عبدلیه غربی نام دهستانی در بخش مرکزی شهرستان رامشیر، استان خوزستان در ایران است. براساس سرشماری مرکز آمار ایران در سال ۱۳۸۵، جمعیت آن ۷۰۳۵ نفر (۱۱۹۲ خانوار) بوده‌است.